# 华北人民革命大学
华北人民革命大学（简称华北革大）是中共中央华北局于解放战争后期开办的干部学校。位于北平的“西苑兵营”。该校共招生四期。校刊《熔炉》。学校前身是解放区的北方大学，是专门训练干部的地方。

## 历史
1948年12月19日，中共中央基于改造平津地区知识分子、大量培养革命干部的需要，指示“由华北局办一华北革命干部学校”。1949年2月1日，华北局正式批准成立华北人民革命大学，工作人员主要来自华北局党校，华北局第三书记刘澜涛任校长，华北局党校副校长胡锡奎担任主持校务的副校长，教务长侯维煜。下设教务处、政治处、校务处和校部办公室。全校共有干部工作人员一千余人，老干部约占三分之二强。
第一期有学员一万两千余人，学员来历以学生出身的占大多数，工厂机关职员学校教师次之，此外还有一小部分商贩旧军人和失业工人等。女同学约占学员总数的五分之一强。当时刚解放的各城市中大学生、中学生最热血的青年在号召下直接参军编入各野战军大军区的“军事政治大学”经过短期培训并随解放大军长途行军奔赴新解放区接管、建政、剿匪；要求进步的青年则响号召报名接受组织的训练改造；其他青年留在学校继续完成学业。华北革大第一期学员设四个部，一个分校（天津分校有三千余人），每部设教育、组织、总务三科及秘书室，受部主任领导，每部有十个班（但第一部是九个班），每班有学员二百五十人左右，全班共十个大组，每组分为三个互助学习小组，以作自修互助学习的单位。班是直接领导学员学习生活的基础组织，设正副班主任及干事六七人。班主任掌握全班情况，指导学员学习，干事指导学员协助组织学员学习生活及一切课外文化娱乐活动，小组设正副组长，由同学中选举，协助班干部领导大家的学习与生活。二部的第一批学员来自全国各地，主体是从上海、南京、杭州、北京、天津等大城市招募的懂外语的大学生，约八百人左右；目的是在改造思想以后选择合格的进入刚刚成立的外国语学院，毕业后分到新建的外交部做基层工作。

“新华社讯：……据第一期毕业学员统计，在一万二千一百三十六人中，除有百分之五左右思想觉悟程度较差以外，其余均能无条件地服从组织分配工作。
1949年8月5日，毛泽东肯定并转发刘澜涛、胡锡奎关于华北革大第1期12000余名学员教育情况的报告，要求党内各级学校进行仿效和传播。这一模式遂成为各解放区政治学习运动的经验支撑，艾思奇评价称“提高全国人民的政治觉醒，为国家建设提供了一个最普遍的政治基础”。
1949年9月5日第2期开学后，校方将学员中的党员干部编为一部；其余类型的学员编入二、三、四部。第一部主任焦善民；第二部主任李培之；第三部主任阎子元。
第二期学员参加了开国大典。
中华人民共和国成立后，为了满足大多数人在参加革命工作以前学点马列主义和政策的要求，中央统战部经中央批准，华北人民革命大学第三部改为“华北人民革命大学政治研究院”。“政治研究院”举办了四期，约有500人参加学习。结业后，依照学员本人的志愿和其原有的资历、学历等条件，由中央人民政府人事部面向全国分配工作，也为各民主党派输送了部分干部。
1950年3月2日，“第三期学员有1000多人，共分六个班，何思源被分配在第三班。在第三期千余人中，有不少是原国民党军、政官员，如曾任天津市市长的张学铭，北平守城军军长黄翔，驻法公使凌其翰等人。”革大编排方式大致分为军政界、民主人士以及高级知识分子等类型，其中文史界别的学员有李长之、钱学熙、顾学颉、何兆武、胡思杜、邓云乡、胡稼胎、楼邦彦等。沈从文等一批“大学教师(包括正、副教授、系主任、院长、教务长及研究员、新回国的留学生等)”入华北革大第三期政治研究院学习。政治研究院“居校之南面，有简易二层楼数栋，学员300余人，分四个大队，下分小组。每组20人左右，同住二楼一大间，共学习、休息。每人有一小凳，报告会均在露天广场举行，学员坐听笔记，然后回宿舍座谈谈论。”一个班约百十人，分七、八个小组，男女老少都有。”“每组十多人，同住一间很宽大的楼房里”。

据历史学家何兆武所说，该校入学极为简单：
当时进革大读书很容易，考试一概没有，只要有人介绍就能进，来者不拒。我们同班有一个人以前是国民党的军官，职位比较高，来北京以后没有出路，就给毛泽东写了一封信。毛泽东看了以后批示：到革大学习。所以大家都知道，他是毛泽东介绍来的。
1950年6月中国科学院社会研究所（当时位于上海，1953年改名为经济研究所）即按中国科学院要求，选派了11位研究人员赴华北人民革命大学政治研究院学习，到1950年12月学成结业。
新生公学在北京清河原北洋政府清河军官学校旧址。设立了四年多，学员来自华北人民革命大学因历史问题暂不能分配工作和公安部留用的国防部二厅的技术人员。“300名学员中，除少部分人按《镇压反革命条例》被依法处理外，多数回原单位或安排去别的单位工作，也有少数人是自行谋出路的。剩下几十人（多数是‘华北革大’和公安部留用国防部二厅的人）于1954年12月前均安置到劳改系统就业（上世纪80年代后这批就业者都按离退休待遇做了安置）。当时为稳定他们就业，公学部分干部同时分配去青海、内蒙劳改系统工作。至此，公学的审查工作才画上了句号。”